# Copromorpha
Genre
Copromorpha est un genre de lépidoptères de la famille des Copromorphidae.

## Espèces
- Copromorpha aeruginea 	Meyrick, 1917
- Copromorpha bryanthes  Meyrick 1926
- Copromorpha cryptochlora Meyrick, 1930
- Copromorpha dialithoma  Diakonoff 1967
- Copromorpha efflorescens  Meyrick 1906
- †Copromorpha fossilis  Jarzembowski 1980 (extinct)[1]
- Copromorpha gypsota  Meyrick 1886
- Copromorpha hyphantria  Diakonoff 1984
- Copromorpha kijimuna Nasu, Saito & Komai, 2004
- Copromorpha lichenitis  (Turner, 1916)
- Copromorpha lignisquama  Diakonoff 1954
- Copromorpha macrolepis  Diakonoff 1959
- Copromorpha mesobactris Meyrick, 1930
- Copromorpha metallistis  Meyrick 1906
- Copromorpha mistharnis  Diakonoff[1968
- Copromorpha myrmecias  Meyrick 1930
- Copromorpha narcodes  Meyrick 1916
- Copromorpha nesographa  Meyrick 1926
- Copromorpha orthidias  Meyrick 1927
- Copromorpha phaeosticta Turner 1916
- Copromorpha phytochroa  Diakonoff 1953
- Copromorpha pleurophanes  Meyrick 1905
- Copromorpha pyrrhoscia  Meyrick 1935
- Copromorpha roepkei  Diakonoff 1953
- Copromorpha smaragdarcha  Diakonoff 1967
- Copromorpha tetrarcha  Meyrick 1916
- Copromorpha thrombota  Meyrick 1916

## Anciennes espèces
- Copromorpha prasinochroa  Meyrick 1906